# NGC 643C
NGC 643C (другие обозначения — ESO 30-1, FGCE 186, PGC 6256) — спиральная галактика (Sc) в созвездии Южная Гидра.
Этот объект не входит в число перечисленных в оригинальной редакции «Нового общего каталога» и был добавлен позднее.